# Lešany (Boêmia Central)
Lešany é uma comuna checa localizada na região da Boêmia Central, distrito de Benešov.